# Powiat Ata
Powiat Ata (jap. 阿多郡 Ata-gun) – dawny powiat w Japonii, w prefekturze Kagoshima.

## Historia

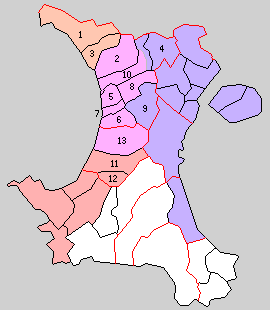
11. Tabuse, 12. Ata, 13. Izaku (1889 r.)

W pierwszym roku okresu Meiji na terenie powiatu znajdowało się 20 wiosek.
Powiat został założony 17 lutego 1879 roku. 1 kwietnia 1889 roku w wyniku połączeń mniejszych wiosek powstały wsie Izaku, Tabuse oraz Ata.
1 kwietnia 1897 roku powiat Ata został połączony z powiatem Hioki. W wyniku tego połączenia powiat został rozwiązany.